# Giovanni Battista Cavalcaselle
Giovanni Battista Cavalcaselle (Legnago, 1820 – Rome, 1897) est un historien de l'art connu principalement pour ses études de la peinture de sa patrie, l'Italie, et, avec son collaborateur J. A. Crowe, comme pionnier de la forme moderne de l'histoire de l'art.

## Biographie
Cavalcaselle naît à Legnago, dans le nord de l'Italie, et étudie la peinture à l'Académie des beaux-arts de Venise. Mais il se trouve porté davantage vers l'histoire de l'art, et passe plus de temps dans les musées qu'à l'académie. En 1847, en Allemagne, il rencontre par hasard l'Anglais Joseph Archer Crowe (en) (1825–1896), qui sera son ami et collaborateur : ils seront les auteurs d'un des premiers ouvrages modernes d'histoire de l'art en anglais.
Il participe à la révolution de 1848. Fait prisonnier à Crémone et condamné à mort par l'empire d'Autriche, il échappe à l'exécution par un heureux hasard, s'enfuit à Rome et combat pour la République romaine de 1849 ; la chute de celle-ci amène son exil en Angleterre, où Crowe l'accueille chez lui.
Il écrit avec Crowe Early Flemish Painters (qui paraît en 1856). Crowe va visiter la Turquie (1853–56) et Cavalcaselle l'Espagne. En 1857, à l'initiative de Charles Lock Eastlake, il travaille pour la toute jeune National Gallery, alors en pleine période d'acquisitions.
La situation politique change en Italie et il y retourne en 1858, chargé par John Murray III et par Austin Henry Layard de faire des recherches pour une édition critique des Vies de Vasari ; mais la tâche se révèle trop vaste. Il retrouve Crowe en 1861 à Leipzig, où Crowe était consul général pour la Saxe ; c'est là qu'ils collaborent à leur ouvrage le plus connu, le plus réédité et le plus traduit : History of painting in Italy.
Il prend ensuite la tête de la direction des arts du ministère de l'Instruction publique à Rome, puis devient inspecteur du musée national du Bargello à Florence, où il se heurte à l'incompréhension face aux œuvres anciennes ; mais, pour la première fois de sa vie, il a un peu de stabilité financière et peut se marier (1867). En 1870, il se voit confier la tâche de superviser les restaurations les plus urgentes ; il y est d'une extrême prudence et instille aux restaurateurs le plus grand respect pour les œuvres. Sa fonction suivante est celle d'inspecteur à la direction des fouilles et des musées de l'Italie récemment réunifiée (1875–1893) ; il s'y heurte cette fois à la bureaucratie.
Cavalcaselle meurt à Rome le 30 octobre 1897.

## Ouvrages

### Avec Joseph A. Crowe
- Early Flemish Painters 1856
  - Lives of the early Flemish painters, with notices of their works sur Google Livres, 3e éd., Londres, John Murray, 1879
  - Les anciens peintres flamands sur Google Livres, trad. Octave-Joseph Delepierre, annotations et documents inédits d'Alexandre Joseph Pinchart et Charles Louis Ruelens, Bruxelles–Paris, Heussner (Bruxelles) et Jules Renouard (Paris), 2 vol., 1862Les nombreuses corrections de Pinchart seront par la suite incorporées dans la réédition en anglais[1].
- History of painting in Italy, 3 vol., 1864-1866
  - A new history of painting in Italy from the second to the sixteenth century, vol. 2 sur Google Livres, Londres, John Murray, 1864
  - Storia della pittura in Italia dal secolo II al secolo XVI, Florence, Successori Le MonnierVol. 1 en ligne sur Google Livres
- The life of Titian, Londres, 1876
  - The life and times of Titian: With some account of his family sur Google Livres, vol. 1, 2e éd., Londres, John Murray, 1881
- The life of Raphael, Londres, 1883
  - Raphael: his life and works: With particular reference to recently discovered records, and an exhaustive study of extant drawings and pictures sur Google Livres, vol. 2, Londres, John Murray, 1885

### Avec Giovanni Morelli
- « Catalogo degli oggetti d’arte delle Marche e dell’Umbria », dans Le Gallerie nazionali italiane, II (1896), p. 191-349

### Seul
- Sulla conservazione dei monumenti ed oggetti di belle arti e sulle riforme dell' insegnamento academico sur Google Livres, Turin, 1863Extrait de la Rivista dei Comuni italiani
- Sul più autentico ritratto di Dante, lettera al ministro della pubblica istruzione, Florence, 1865, 7 p.